# 下船渡貝塚
下船渡貝塚（しもふなとかいづか）は、岩手県大船渡市大船渡町字宮の前に所在する縄文時代後・晩期の代表的な貝塚である。1934年（昭和9年）1月22日、国の史跡に指定された。

## 概要
大船渡湾西側の標高20～30メートルの丘陵上に位置している。1924年（大正13年）と1925年（大正14年）に発掘調査が行われてに広く知られるようになった。1961年（昭和36年）の調査で丘陵の海の面した緩やかな斜面やその下位から貝層が確認され、多量の遺物が出土した。
貝層は、厚い部分で0.6～1.2メートルあり、上層からは縄文時代終末期の土器が、中層からは貝層を伴う後期末様から晩期初頭にかけての遺物が、下層からは貝層を伴わない後期中葉の土器が出土した。さらに遺跡の西南部地区から弥生時代の土器がまとまって検出された。これら出土遺物のなかでは縄文時代後期末から晩期の土器が一番多いことから貝塚の形成時期が推定できる。発掘ではその他に、石器、釣り針･ヤス･離頭モリ･貝輪などの骨角器のほか、埋葬された人骨の近くにイヌが発見され、当時からイヌも大切な仲間として暮らしていたと考えられる。